# 너를 기억해
《너를 기억해》는 2015년 6월 22일부터 2015년 8월 11일까지 방송된 KBS 월화 미니시리즈이다.
당초에 '헬로 몬스터'로 알려졌으나 '너를 기억해'로 변경되었고, 이진욱이 남자 주인공 물망에 올랐지만 이런저런 사정으로 좌절됐다.

## 줄거리
위험해서 더 매력적인 완벽한 천재 프로파일러 이현과 그를 관찰해오던 경찰대 출신 열혈 엘리트 수사관 차지안이 펼쳐나갈 달콤 살벌한 수사 로맨스. 의문의 사건들이 때로는 코믹하게 때로는 진지하게 해결되면서 오는 짜릿한 청량감을 선사할 드라마.

## 등장인물

### 주요 인물
- 서인국 : 이현(데이빗 리) 역 (아역 : 홍현택, 송의준)

범죄심리학을 전공한 프로파일러. 미국 뉴욕 경찰의 범죄수사 컨설팅을 하다가 귀국 후 특수범죄수사팀을 맡는다. 한 눈에 사람을 프로파일링하고 사건 현장 분석 등에 능통한 천재적 능력의 독설가. 사람들이 자신을 어떻게 생각하든 신경쓰지 않는 인물로 매력적이지만 고독하고 위험한 사람이다.
- 장나라 : 차지안 역 (아역 : 박지소, 박서연)

경찰대 출신으로 경찰 본청 특범팀 수사팀원. 사복차림의 그녀를 보고 강력범죄 수사관이라고 예상하는 사람이 없을 정도로 세련된 외모를 자랑한다. 경찰대를 우수한 성적으로 졸업한 뒤 기밀문서를 보기 위해 본청으로 들어온 사연많은 캐릭터.

### 주변 인물
- 최원영 : 이준호 / 이준영 역 (아역: 도경수)

대한민국 전국 경찰 과학수사팀 및 대학교와 각종 연구실 등에 화학약품 및 기계를 공급하는 외국계 회사 과학연구원. 진행 중인 범죄사건을 잘 알고 실험실에 드나드는 현직 경찰들과 친분도 두터우며 물적 증거 조작도 가능한 위치에 있다. 가족도 없고 어린 시절 친구도 없는 등 특수한 과거가 있는 인물이다.
- 이천희 : 강은혁 역

특범팀 팀장, 치안정감의 아들이며 고시출신 특채로 해외 주재관으로 있다가 특범팀 팀장으로 발령받는다. 좋은 교육과 좋은 환경서 자란 모범생이나 완벽한 스펙으로 주변에서 늘 칭송받으며 살아왔기에 ‘자뻑’이 강하고, 이론으로만 수사를 배운 탓에 어수룩하고 허술한 면이 많다.
- 박보검 : 정선호 / 이민 역 (아역 : 홍은택)

힘 있고 돈 많은 자를 위한 비윤리적 변호를 주로 하는 변호사. 하지만 가끔 힘없는 범죄자나 재소자들을 위한 상담도 해준다. 뛰어난 지능과 종잡을 수 없는 성격을 가진 인물로 이현과 차지안의 수사에 지대한 영향력을 행사한다.
- 민성욱 : 손명우 역

특수정보 및 범죄수사과 경위. 베스트 참수리 상을 몇 번이나 수상한 베테랑 형사 출신으로 감 수사의 달인이다. 무뚝뚝하고 남자답지만 속정이 많아 화장실 가서 혼자 눈물 닦는 스타일이다.
- 김재영 : 민승주 역

특수범죄수사팀의 영계 수사관으로 밝고 유쾌한 성격의 소유자
- 손승원 : 최은복 역

물리학과 출신의 경찰로 자체개발 지문감식법도 갖고 있을 정도로 뛰어난 과학 지식을 갖추고 있으며, 자백이나 증언이 아닌 과학적 증거물만이 진짜 증거가 될 거란 확고한 신념을 가지고 있다.

### 그 외 인물
- 임지은 : 현지수 역

경찰청 내 특범과 수사기획관. 현의 부친인 이중민과 경찰 선후배로 만나, 선후배를 넘어서 친구 같은 우정과 동료애를 나눴다. 중민의 죽음 이후, 갈 곳 없는 현을 엄마처럼 보호해왔다.
- 남경읍 : 강석주 역

강은혁의 아버지이자 현 경찰청장. 과거 사건과 관련된 거대한 비밀을 가지고 있다.
- 신동미 : 하은정 역

아빠가 없는 지안의 보호자이자 이모로 늘 곁에서 마음 편하게 고민을 털어놓을 수 있는 친구같은 존재.
- 최덕문 : 나봉성 역 - 유빈갤러리 이사장
- 안지현 : 여경 역
- 이원 : 교도관 역 - 지안의 아버지
- 이소윤 : 하윤지 역
- 유형관 : 양진석 역 - 형사 반장
- 이원재
- 박건락 : 교도관 역
- 최교식 : 택시기사 역
- 하인환 : 경찰 역
- 신동훈 : 김 형사 역
- 배기범 : 정신건강의학과 의사 역
- 윤동영 : 구급대원 역
- 동윤석 : 경찰 역
- 한영광 : 스파 관계자 역
- 태인호 : 양승훈 역

방배동&도화동 연쇄살인사건의 용의자, 재벌 2세로 현과 차지안의 협력 수사를 시작하게 해준 인물. 막강한 부의 권력으로 법을 이용해 현의 심기를 건드리지만, 그의 천재적 수사의 덫에 걸리게 된다.
- 남진선 : 승무원 역
- 윤여학 : 공안 역
- 이도윤 : 경호원 역
- 정명준 : 의사 역
- 김선혜 : 간호사 역
- 유광형
- 신재하 : 박대영 역 - 박영철의 아들
- 김종구 : 신장호 역 - 부장검사
- 임지영 : 준호의 부인 역
- 김규민 : 준호의 아들 역
- 박진욱 : 검사 역
- 강장덕 : 검사 역
- 정종열 : 민원 넣는 남자 역
- 정혜정 : 민원 넣는 여자 역
- 하여운 : 경찰 역
- 하연우
- 강대현 : 공안 역
- 하이석 : 양승훈 측 중국변호사 역
- 신채희
- 류재익 : 최형우 역 - 형사
- 김가희 : 안내데스크 직원 역
- 강석원 : 교도소 직원 역
- 정민하 : 앵커 역
- 송민지 : 이현의 어머니 역
- 서영주 : 이정하 역 - 이한철의 아들
- 박상용 : 박정수 역
- 류성현 : 이한철 역 - 이정하의 아버지
- 유여운 : 이진우 역 - 녹번동(박정수) 살인사건의 용의자
- 허동원 : 경비원 역
- 김도형 : 퀵서비스 직원 역
- 최무인 : 형사 역
- 장준호 : 형사 역
- 임호 : 구급대원 역
- 김남진 : 이진우의 어머니 역
- 신재훈 : 장일주 역 - 최 경리 살인사건의 용의자, 시체 운반책, THE FAKO 물류회사 직원
- 정현석 : 의사 역
- 지성근 : THE FAKO 물류회사 직원 역
- 장태민 : THE FAKO 물류회사 직원 역
- 안성건 : THE FAKO 물류회사 직원 역
- 권기주 : THE FAKO 물류회사 직원 역
- 박진수 : THE FAKO 물류회사 과장 역
- 임성언 : 지현숙 역
- 고규필 : 박수용 역 - 스토커
- 이엘 : 강성은 역 - 도재식의 내연녀이자 공범, 감응성 정신병 환자
- 황민호 : 도재훈 역 - 도재식의 형
- 박재웅 : 도재식 역
- 김민경 : 박수용의 어머니 역
- 김성훈 : 의사 역
- 민지아 : 박주하 역 - 어린 준영의 식사 도우미
- 한희규 : 어린 박주하 역
- 이봄 : 준영의 어머니 역
- 황주호 : 준영의 외할아버지 역
- 김은경 : 준영의 외할머니 역
- 김기욱 : 베개매장 직원 역
- 최남욱 : 택배기사 역
- 이승훈 : 주영재의 양아버지 역
- 이칸희 : 주영재의 양어머니 역
- 정건 : 주영재를 괴롭힌 일진학생 역
- 함성민 : 주영재를 괴롭힌 일진학생 역
- 신준항 : 주영재를 괴롭힌 일직학생 역
- 이존승 : 주영재 역
- 이광수 : 조형우 역 - 청부업자, 이중민이 검거한 남자
- 홍기준 : 노숙자 역
- 박원희 : 퀵서비스 직원 역
- 최윤준 : 동사무소 직원 역
- 이준희 : 내사과 직원 역
- 강정구 : 기자 역
- 강찬양 : 기자 역
- 강의식 : 성민혁 역 - 임은주의 남자친구
- 김동석 : 강 교수 역
- 이가은 : 임은주 역
- 나석주 : 범죄자 역
- 강석호 : 주해진 역 - 이준영의 아이
- 김혜원 : 정연수 역 - 이준영의 아이
- 신원우 : 신입 막내형사 역
- 변준석

### 특별출연
- 전광렬 : 이중민 역

경찰 출신 범죄심리학자이자 이현의 부친. 국내 1호 프로파일러로 어린 시절부터 기괴한 천재성을 보인 현을 위해 홈스쿨링을 하고 아들의 관찰 비망록을 작성한 아버지다. 아들을 평범하게 키우고 싶어했으나 결국 세상으로부터 위험해진 아들을 지키기 위해 사투를 벌인다.
- 도경수 : 이준영 역

이현의 잃어버린 기억 속 캐릭터. 현의 아버지 중민이 프로파일링하고 있는 위험한 남자로 우연히 중민을 따라온 현과 대화를 나누게 되고, 이후 현의 삶에 막대한 영향을 미치게 되는 미스터리한 인물
- 김규철 : 박영철 역 - 박대영의 아버지

## 시청률
아래의 파란색 숫자는 '최저 시청률'이고, 빨간색 숫자는 '최고 시청률'입니다. 시청률조사회사와 지역별로 시청률에 차이가 있을 수 있습니다.
| 2015년      | 2015년      | 2015년                                           | 2015년         | 2015년       | 2015년         | 2015년       |
| 회차        | 방송일      | 부제 (서브 타이틀)                               | TNmS 시청률    | TNmS 시청률  | AGB 시청률     | AGB 시청률   |
| 회차        | 방송일      | 부제 (서브 타이틀)                               | 대한민국(전국) | 서울(수도권) | 대한민국(전국) | 서울(수도권) |
| ----------- | ----------- | ------------------------------------------------ | -------------- | ------------ | -------------- | ------------ |
| 제1회       | 6월 22일    | 모든 아이의 이야기는, 그들의 부모로부터 시작된다 | 5.6%           | 5.4%         | 4.7%           | 4.7%         |
| 제2회       | 6월 23일    | 헬로, 몬스터                                     | 5.6%           | 5.8%         | 4.7%           | 4.5%         |
| 제3회       | 6월 29일    | 살인하지 말지어다, 그러나...                     | 5.2%           | 5.8%         | 4.7%           | 4.8%         |
| 제4회       | 6월 30일    | 용의자 이현                                      | 4.9%           | 5.0%         | 4.0%           | 4.1%         |
| 제5회       | 7월 6일     | 언제나 쓸려 내려갈 뿐이었어요, 저 과거로         | 4.6%           | 4.8%         | 4.6%           | 4.8%         |
| 제6회       | 7월 7일     | 살인자의 피                                      | 5.4%           | 5.5%         | 4.8%           | 4.9%         |
| 제7회       | 7월 13일    | 파트너가 될래?                                   | 5.0%           | 5.2%         | 4.7%           | 4.5%         |
| 제8회       | 7월 14일    | 나를 기억해                                      | 4.2%           | 4.7%         | 4.6%           | 5.0%         |
| 제9회       | 7월 20일    | 스토커s                                          | 4.5%           | 4.6%         | 4.9%           | 5.1%         |
| 제10회      | 7월 21일    | 나를 찾아줘                                      | 4.6%           | 4.7%         | 5.0%           | 5.0%         |
| 제11회      | 7월 27일    | 괴물의 탄생                                      | 4.7%           | 5.1%         | 4.8%           | 4.9%         |
| 제12회      | 7월 28일    | 누군가를 죽여야 한다면                           | 4.6%           | 5.5%         | 5.0%           | 5.2%         |
| 제13회      | 8월 3일     | 너는 어떤 선택을 할까                            | 4.1%           | 4.1%         | 4.5%           | 4.7%         |
| 제14회      | 8월 4일     | 이준영의 방                                      | 4.7%           | 4.9%         | 5.3%           | 5.4%         |
| 제15회      | 8월 10일    | 해피엔딩이 가능할까?                             | 4.6%           | 5.0%         | 4.5%           | 4.9%         |
| 제16회      | 8월 11일    | 너를 기억해 (최종회)                             | 4.3%           | 4.3%         | 5.1%           | 5.3%         |
| 평균 시청률 | 평균 시청률 | 평균 시청률                                      | 4.8%           | 5.0%         | 4.7%           | 4.9%         |

## 수상 경력
- 2015년 KBS 연기대상 남자 조연상 / 남자 인기상 박보검

## 동시간대 드라마
MBC 월화드라마
- 화정 (2015년 4월 13일 ~ 2015년 9월 29일)

SBS 월화드라마
- 상류사회 (2015년 6월 8일 ~ 2015년 7월 28일)
- 미세스 캅 (2015년 8월 3일 ~ 2015년 9월 29일)